# Parque de Yıldız

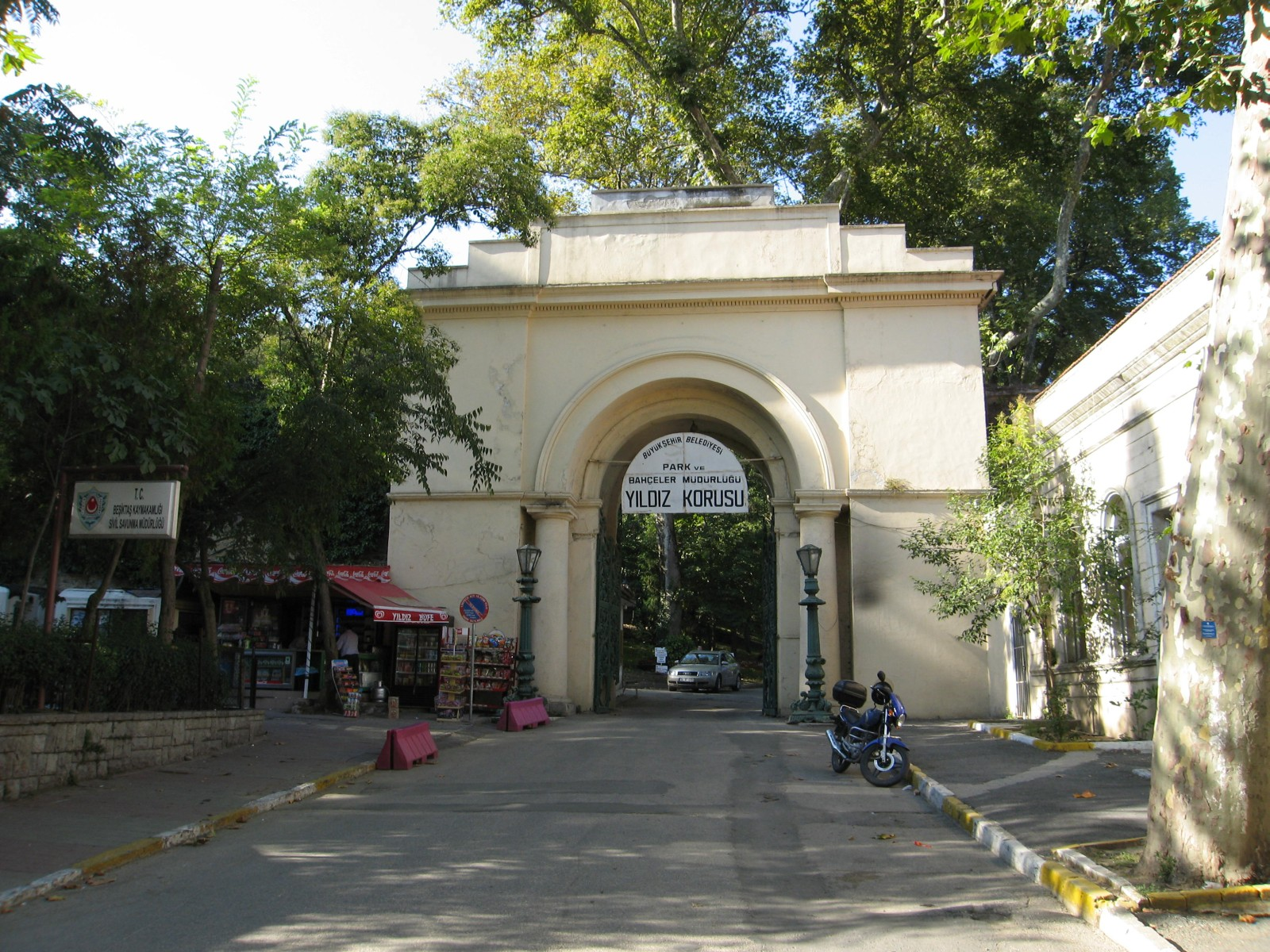
Entrada principal al Parque de Yıldız.

El Parque de Yıldız (en turco, Yıldız Parkı) es un parque urbano histórico situado en el distrito de Beşiktaş de Estambul, Turquía. Se trata de uno de los parques públicos más grandes de Estambul y se encuentra en el barrio de Yıldız, entre los palacios de Yıldız y Çırağan.

## Historia

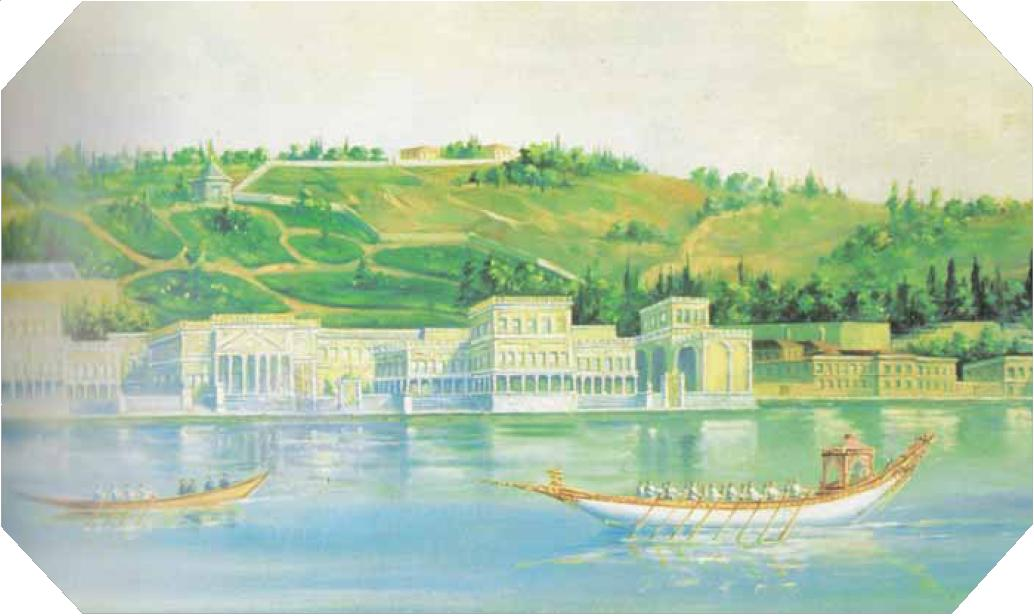
Palacio de Çırağan y las colinas del Parque de Yıldız, desde el Bósforo (1840).

El Parque de Yıldız formaba parte de los jardines imperiales del Palacio de Yıldız y estaba reservado a los habitantes del palacio durante el sultanato de Abdul Hamid II.
El espacio que ocupa actualmente el parque fue un bosque durante el periodo bizantino. A partir del sultanato de Solimán el Magnífico, los sultanes lo convirtieron en sus terrenos de caza. Durante los siglos posteriores, permaneció como arboleda detrás de los palacios de la costa. El barrio comenzó a crecer con la construcción del palacio en el siglo XIX. Adoptó el nombre del primer pabellón, Yıldız Kasrı, construido por Selim III.
Los 0,10 km² de superficie del jardín exterior del palacio se rodearon de un muro, que los separó del bosque durante el reinado de Abdul Hamid II en el siglo XIX. En esa parte se crearon un lago artificial, diferentes pabellones, casas de veraneo y una fábrica de porcelana.

## El Parque de Yıldız en la actualidad

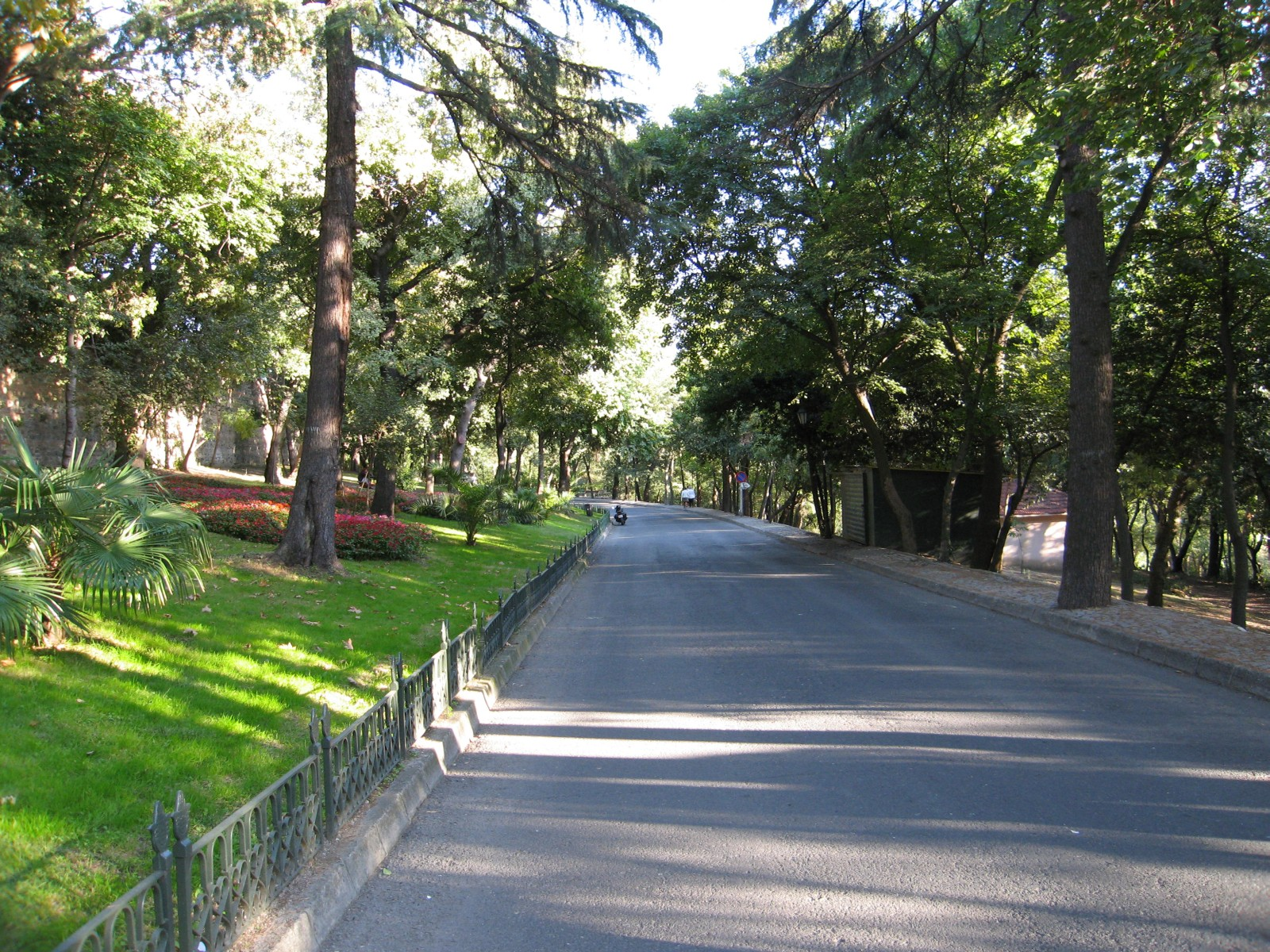
Interior del Parque de Yıldız, con el paseo que llega hasta la fábrica de porcelana.

El parque se divide en dos partes: la exterior está abierta al público y cuenta con los pabellones de Şale, Çadır y Malta, así como la fábrica de porcelana, aún en funcionamiento; la flora incluye magnolios, laureles, árboles del amor, tilos plateados y castaños de indias, además de robles, cipreses, pinos, tejos, cedros y fresnos. Además, en la parte exterior existen dos lagos artificiales.